# Hummer

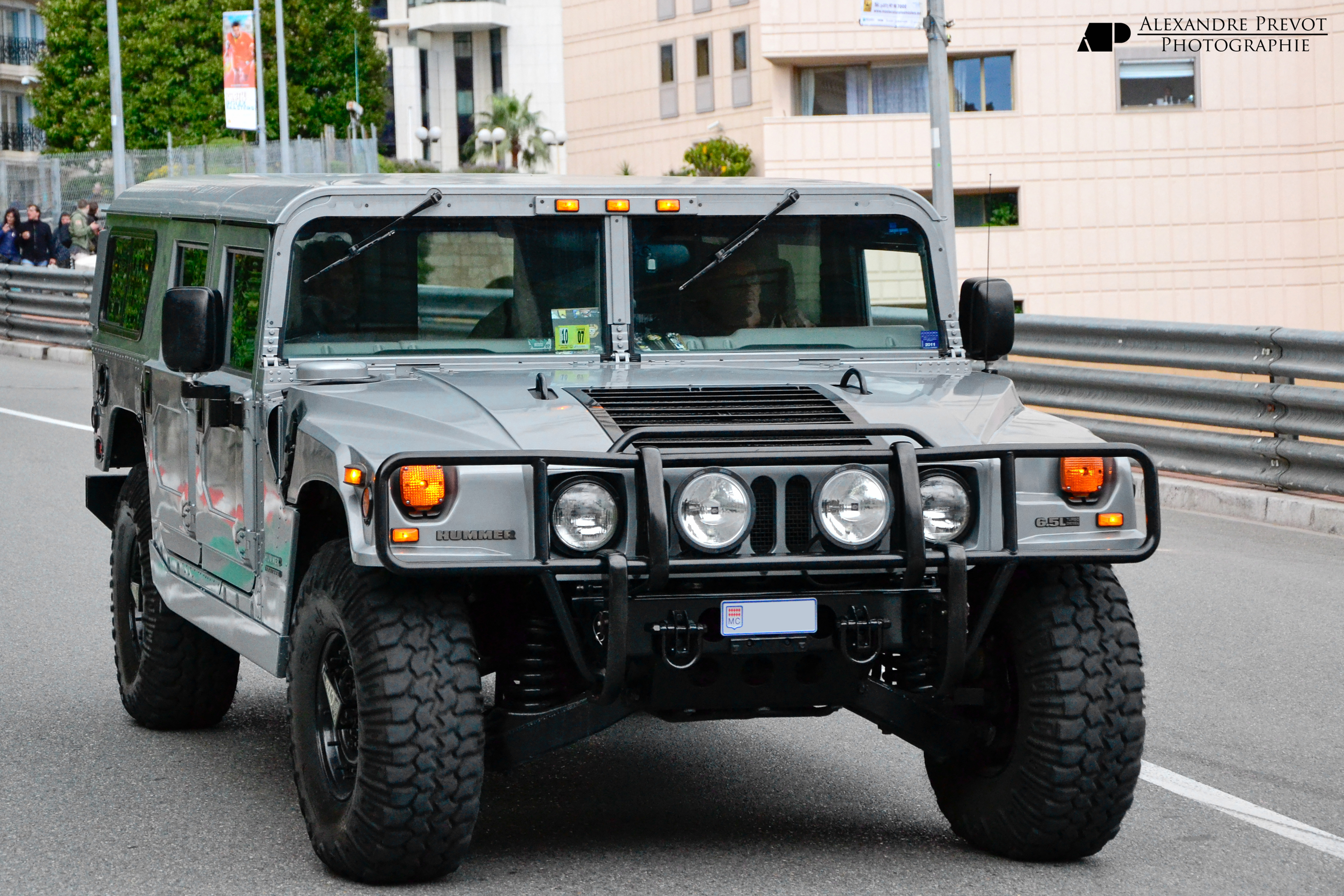
Hummer H1

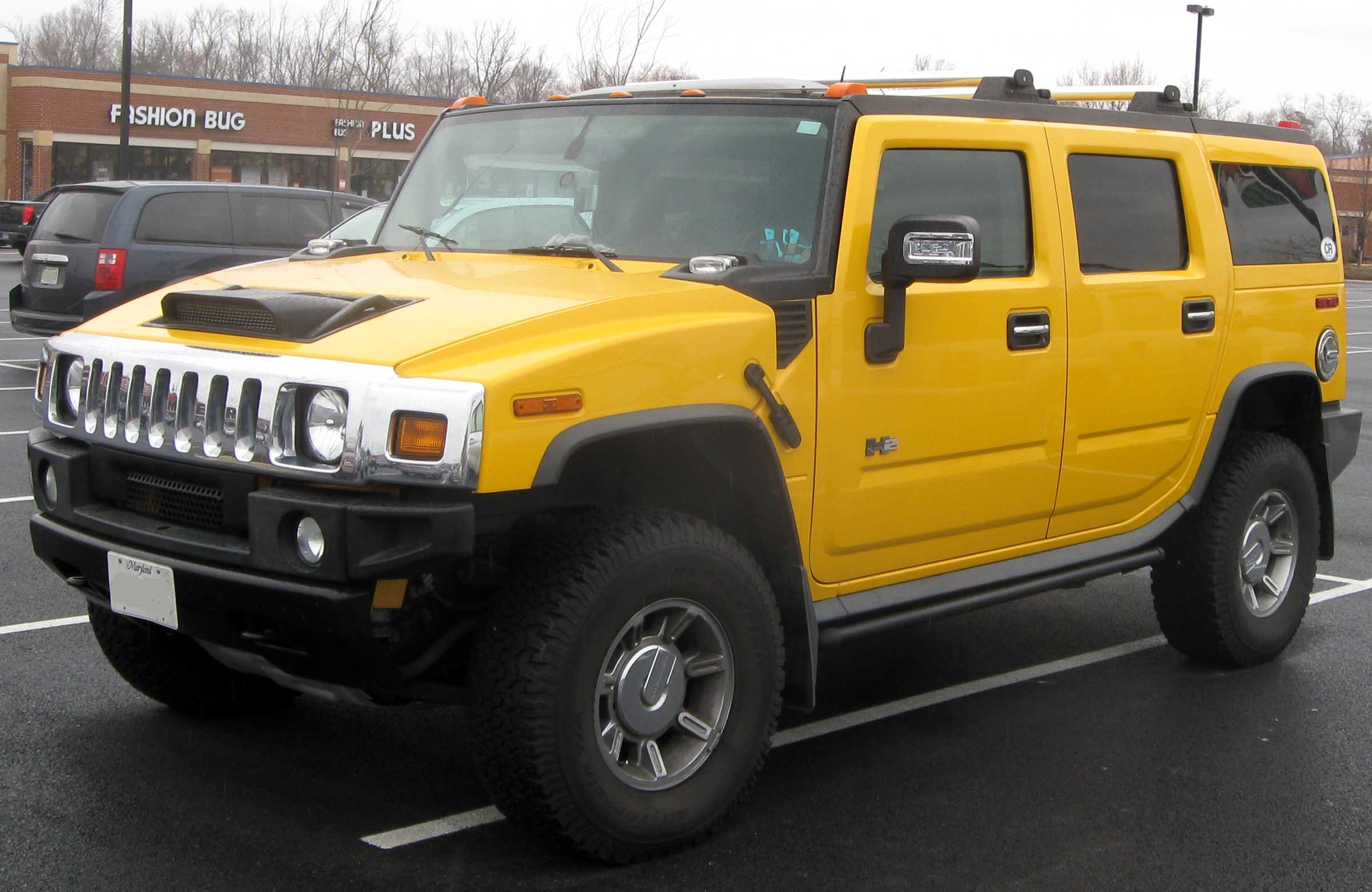
Hummer H2

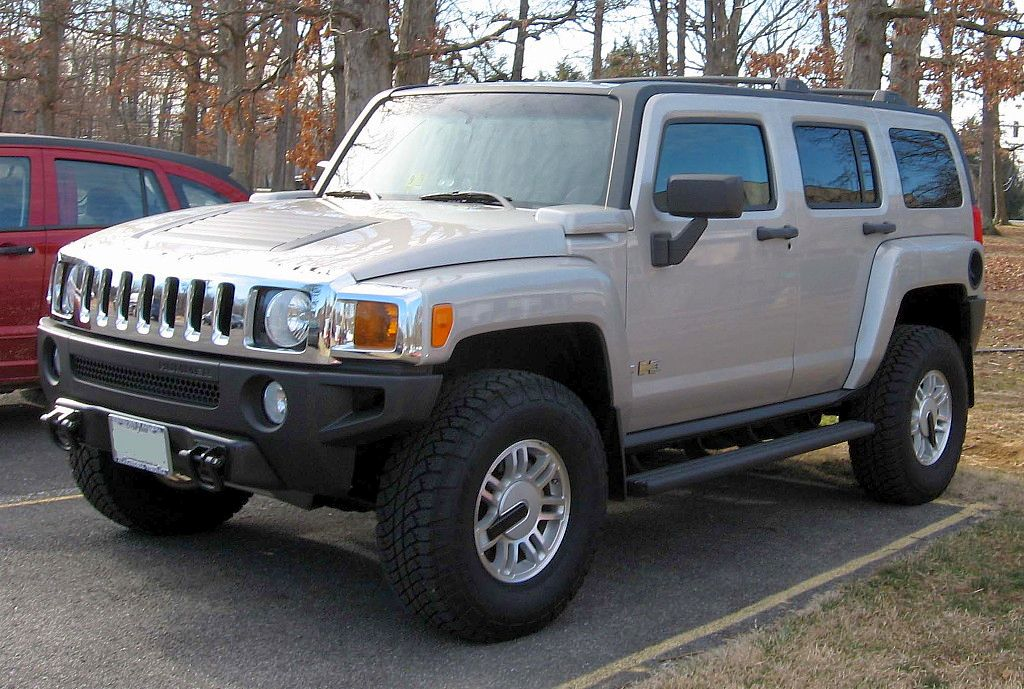
Hummer H3

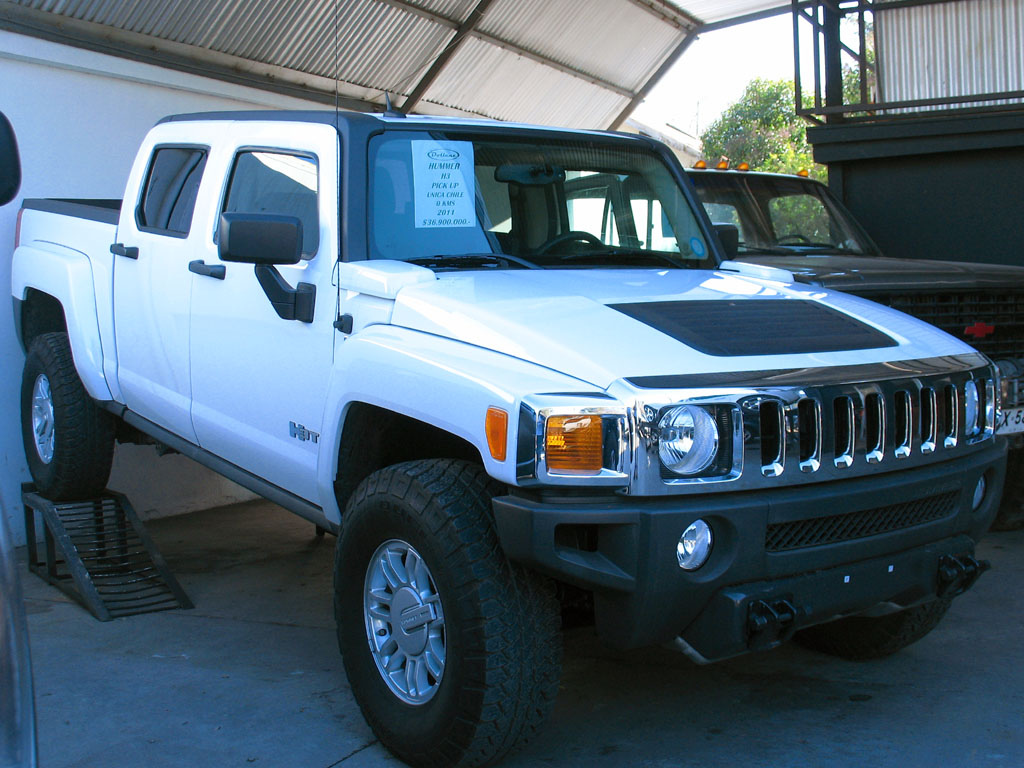
Hummer H3T

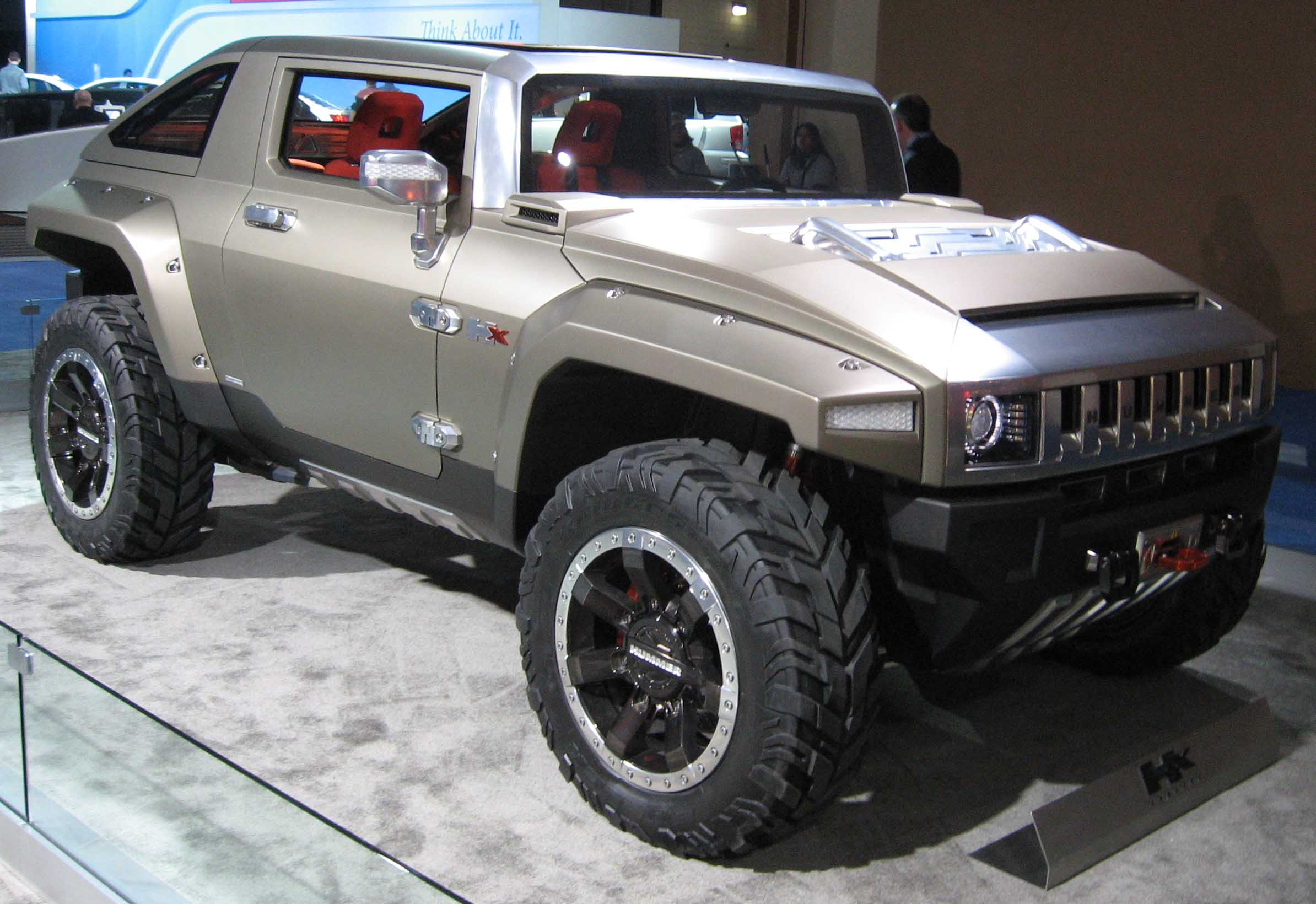
Hummer HX Concept

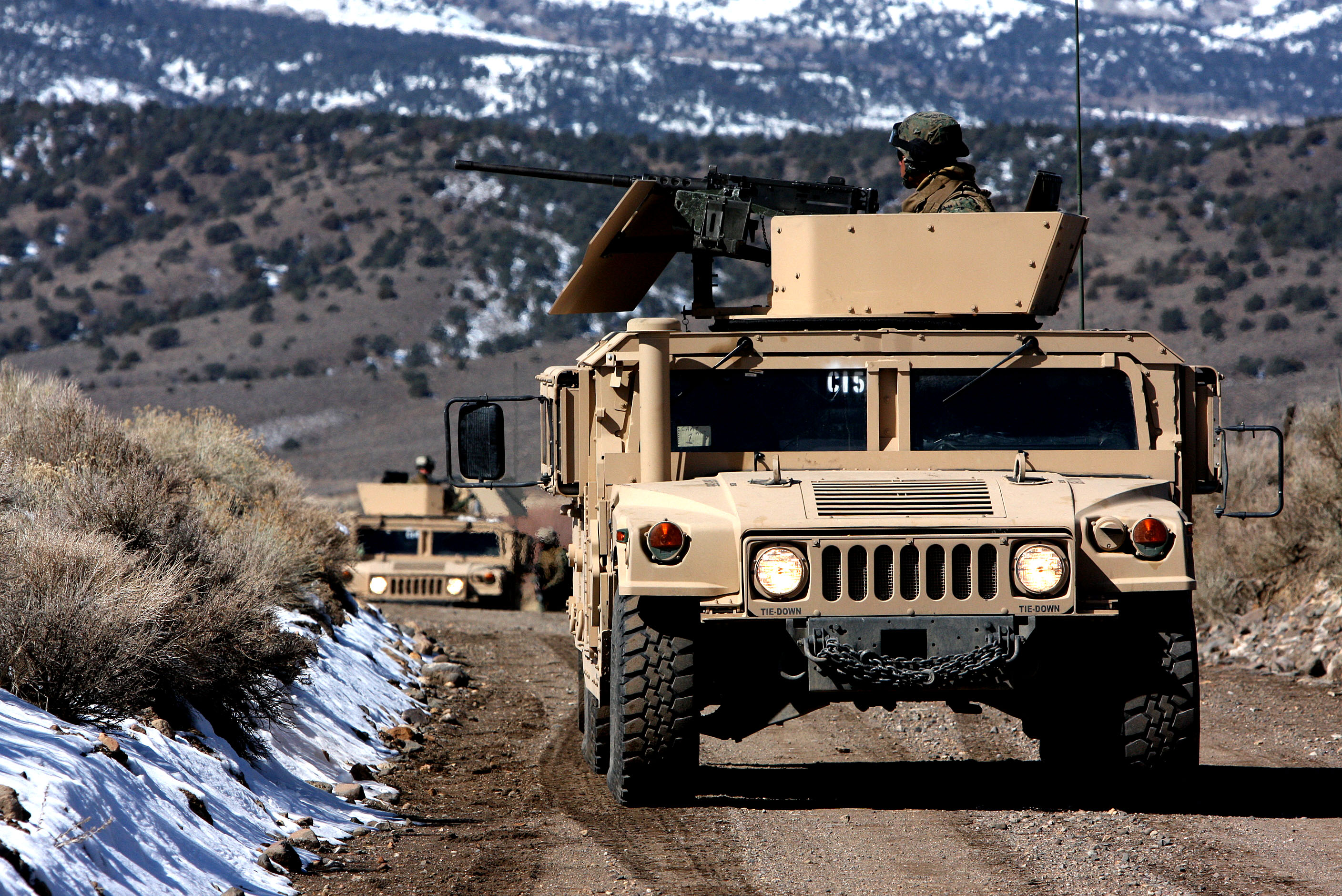
HMMWV - pierwowzór Hummera

Hummer − dawny amerykański producent samochodów terenowych, z siedzibą w Detroit, działający w latach 1992−2010. Należał do amerykańskiego koncernu General Motors.

## Historia
Historia marki Hummer rozpoczyna się w 1979 roku, kiedy to rząd Stanów Zjednoczonych ogłosił konkurs na zaprojektowanie i zaopatrzenie tamtejszej armii w zupełnie nowe pojazdy bojowe nazwane M998 Series HMMWV, czyli High Mobility Multipurpose Wheeled Vehicles (Wielozadaniowe Pojazdy Kołowe). Pojazd miał zastąpić wysłużony M151 MUTT, charakteryzując się wszechstronnym zastosowaniem, sprawdzając się w warunkach bojowych i nadając się do transportu lotniczego. Do przetargu stanęły trzy firmy: Chrysler Defence, Teledyne Continental oraz AM General. Konkurs wygrała firma AM General, należąca wówczas do koncernu AMC.

### Geneza HMMWV
W 1980 roku konstruktorzy firmy stworzyli pierwszy prototyp HMMWV, a rok później AM General podpisało kontrakt wart 1,2 miliarda dolarów. Za tę cenę, w ciągu pięciu lat do amerykańskiej armii miało trafić 55 tysięcy modeli Hum-Vee. Model, jakiego dotyczył kontrakt, charakteryzował się stałym napędem na 4 koła, zabudową konstrukcji na stalowej ramie nośnej, niezależnym zawieszeniem wszystkich kół, dużą zdolnością do pokonywania przeszkód terenowych i wodoszczelnością całej konstrukcji. Opcjonalnie montowany był system elektronicznej regulacji ciśnienia w oponach. Ponadto pojazd posiadał otwieraną tylną część, co ułatwiało np. załadunek zaopatrzenia, piechoty oraz rannych. Samochód zdolny był do przewożenia czterech żołnierzy, niewielkiego ładunku oraz ciągnięcia niewielkiego działa artyleryjskiego bądź przeciwlotniczego. Można też było go wyposażyć w karabin maszynowy Browning M2HB, granatnik automatyczny Mk19 lub wyrzutnię ppk BGM – 71. Każde z tych urządzeń montowane było na obrotnicy, na dachu pojazdu. Hummer zyskał popularność podczas pierwszej wojny w Iraku określonej jako Desert Storm (Pustynna Burza) i trwającej  od 17 stycznia 1991.
Nazwa Hummer pochodzi od nazwy Humvee i początkowo była nazwą potoczną, nadaną przez żołnierzy armii amerykańskiej pojazdowi wielozadaniowemu HMMWV.

### Hummer
W 1992 roku rozpoczęła się produkcja cywilnej wariacji na temat Humvee. Pierwszy egzemplarz Hummera opatrzonego symbolem H1 wyprodukowano na specjalne zamówienie Arnolda Schwarzeneggera. W roku 1999 prawa do marki Hummer kupił koncern General Motors. Samochody te nadal budowane były w fabrykach AM General Corporation. W 2002 roku na rynku pojawił się Hummer w wersji SUV nazwany H2. Trzy lata później zastąpił go H3. W roku 2008 rodzina modelowa Hummera miała powiększyć się o czwarty model, H4. Miał to być najmniejszy z dotychczasowych samochodów, jego rozmiary miały być porównywalne z Jeepem Wranglerem. Plany jednak porzucono.

### Likwidacja marki
W lutym 2010 roku General Motors podjęło decyzję o likwidacji marki Hummer, co było pokłosiem wdrożenia planu naprawczego po kryzysie finansowym z 2009 roku. Recesja doprowadziła koncern do kłopotów finansowych, przez co poza Hummerem konieczna była też likwidacja marek Pontiac i Saturn.

### Reaktywacja
W październiku 2019 roku pojawiły się medialne spekulacje na temat potencjalnego powrotu Hummera na rynek pod postacią samochodu elektrycznego. Informacje te zostały oficjalnie potwierdzone przez koncern General Motors pod koniec stycznia 2020 roku, kiedy to zapowiedziano, że Hummer powróci na rynek w 2021 roku - tyle że już nie jako samodzielna marka samochodów, lecz jako linia modelowa wchodząca w skład firmy GMC. Pierwszy model o nazwie GMC Hummer EV to elektryczny pick-up, którego premiera odbyła się w październiku 2020 roku, z początkiem produkcji w grudniu 2021 roku.

## Modele samochodów

### Historyczne
- H1 (1992−2006)
- H2 (2002−2009)
- H2 SUT (2005−2009)
- H3 (2005−2010)
- H3T (2009−2010)

### Pojazdy koncepcyjne
- Hummer HX (2010)